# Mani (Ciad)
 Mani   è una città e sottoprefettura del Ciad situata nel Dipartimento di Haraze Al Biar, provincia di Hadjer-Lamis.